# 4122 Ferrari
4122 Ferrari eller 1986 OA är en asteroid i huvudbältet som upptäcktes den 28 juli 1986 av San Vittore-observatoriet i Bologna. Den är uppkallad efter italienaren Enzo Ferrari.
Asteroiden har en diameter på ungefär 8 kilometer.